# لاتريبين
لاتريبين (بالفرنسية: La Tribune)‏ وتعني المنصة هي يومية جزائرية تصدر باللغة الفرنسية.

## وصلات خارجية
- الموقع الرسمي لجريدة لاتريبين